# Francesco Simonini

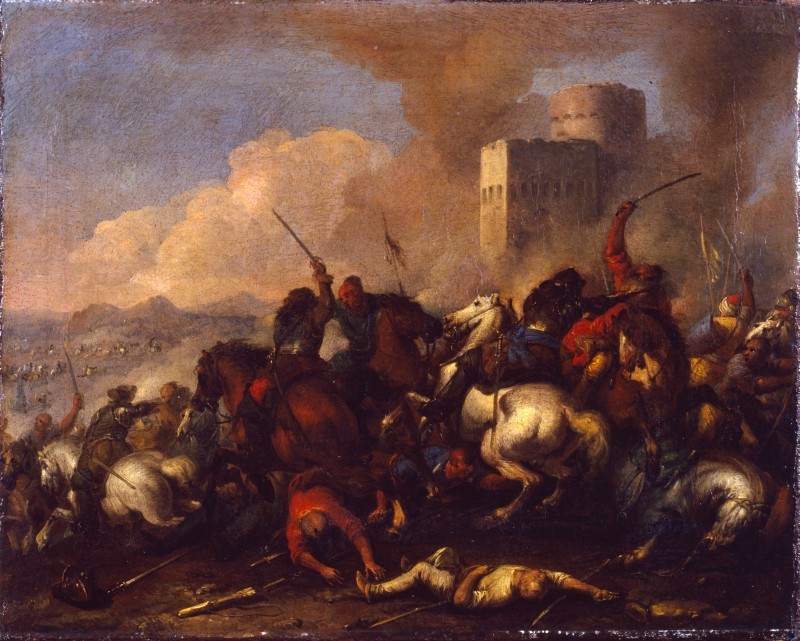
Escena de batalla, 1716-1717 (Fondazione Cariplo)

Francesco Simonini (Parma, 16 de junio de 1686 – Venecia o Florencia, después de 1753) fue un pintor italiano.

## Biografía
Nació en Parma, Simonini fue entrenado en la escuela de Francesco Monti (Conocido como Brescianino delle Battaglie por sus escenas de batallas) con la guía de su alumno compañero Ilario Spolverini. De crucial importancia es un viaje a Florencia, donde estudió con gran profundidad los trabajos de Jacques Courtois, también conocido coo Borgognone. También visitó Roma y Bolonia pero encontró el éxito en Venecia, donde trabajó para Johann Matthias von der Schulenburg, comandante mercenario de las fuerzas veneciano en la lucha contra los turcos, desde 1733 a 1745 y pintó un gran número de escenas de batallas involucrando a la caballería. Su estilo peculiar, caracterizado por pinceladas rápidas y el uso de colores brillantes, fue desarrollado bajo la influencia de la escuela Veneciana contemporánea haciendo referencia particular a pintores como Marco Ricci y Francesco Guardi.